# Williams College
Il Williams College è un'università privata di arti liberali situata a Williamstown nel Massachusetts, tra le più prestigiose università di arti liberali degli Stati Uniti.
Nel 2010 e 2011, la rivista Forbes ha classificato il Williams College come la migliore università di studi superiori degli Stati Uniti, davanti alle otto università della Ivy League e ad altre università di élite quali l'Amherst College e lo Swarthmore College.
Il Williams College fu fondato nel 1793 sui terreni del colonnello Ephraim Williams, ai piedi del monte Greylock, circa 233 km a ovest di Boston e 266 km a nord di New York. Quando Henry David Thoreau visitò il campus del College nel 1844, commentò in modo pungente: « Non sarebbe un piccolo vantaggio se ogni College fosse situato come questo ai piedi di una montagna ».
I corsi di studio comprendono tre suddivisioni: letteratura ed arti, scienze sociali, scienze naturali e matematica. Vi sono 24 dipartimenti, che organizzano complessivamente 36 diversi corsi accademici e due Master (in storia dell'arte ed economia dello sviluppo).
L'università sponsorizza un programma di scambi accademici con l'Exeter College dell'Università di Oxford. L'anno accademico segue un programma 4-1-4: due semestri con quattro corsi ciascuno, intervallati da un mese di "studi invernali" (in gennaio). Il WIlliams College ha messo a punto un sistema didattico che viene concordato con gli studenti, sul modello di quello dell'università di Oxford.
Il colore principale dell'università è il violetto. Ciò in seguito ad una partita di baseball con Harvard del 1869. Gli spettatori avevano difficoltà a distinguere l'appartenenza di squadra dei giocatori ed una spettatrice, Lady Randolph Churchill (che cinque anni dopo diventerà madre di Winston Churchill), acquistò dei fazzoletti colorati nel negozio più vicino, ed erano disponibili solo di colore violetto.
Per l'anno accademico 2015 l'università ha accettato il 17 % delle richieste pervenute, per un totale di 1.199 studenti, dei quali 611 sono donne e 588 uomini. Vi sono 93 studenti (l'otto per cento del totale) di nazionalità non statunitense, provenienti da 46 diversi paesi. Tra gli studenti di nazionalità americana, 172 sono afro-americani, 191 di origine asiatica, 153 latino-americani e 22 nativi americani. Per il 17 % di loro si tratterà dei primi della loro famiglia a frequentare l'università.
Il costo annuo di iscrizione al Williams College per il 2014-15 è di 48 030 USD per l'insegnamento e di 13 040 USD per vitto, alloggio ed altre spese.